# Zero waste

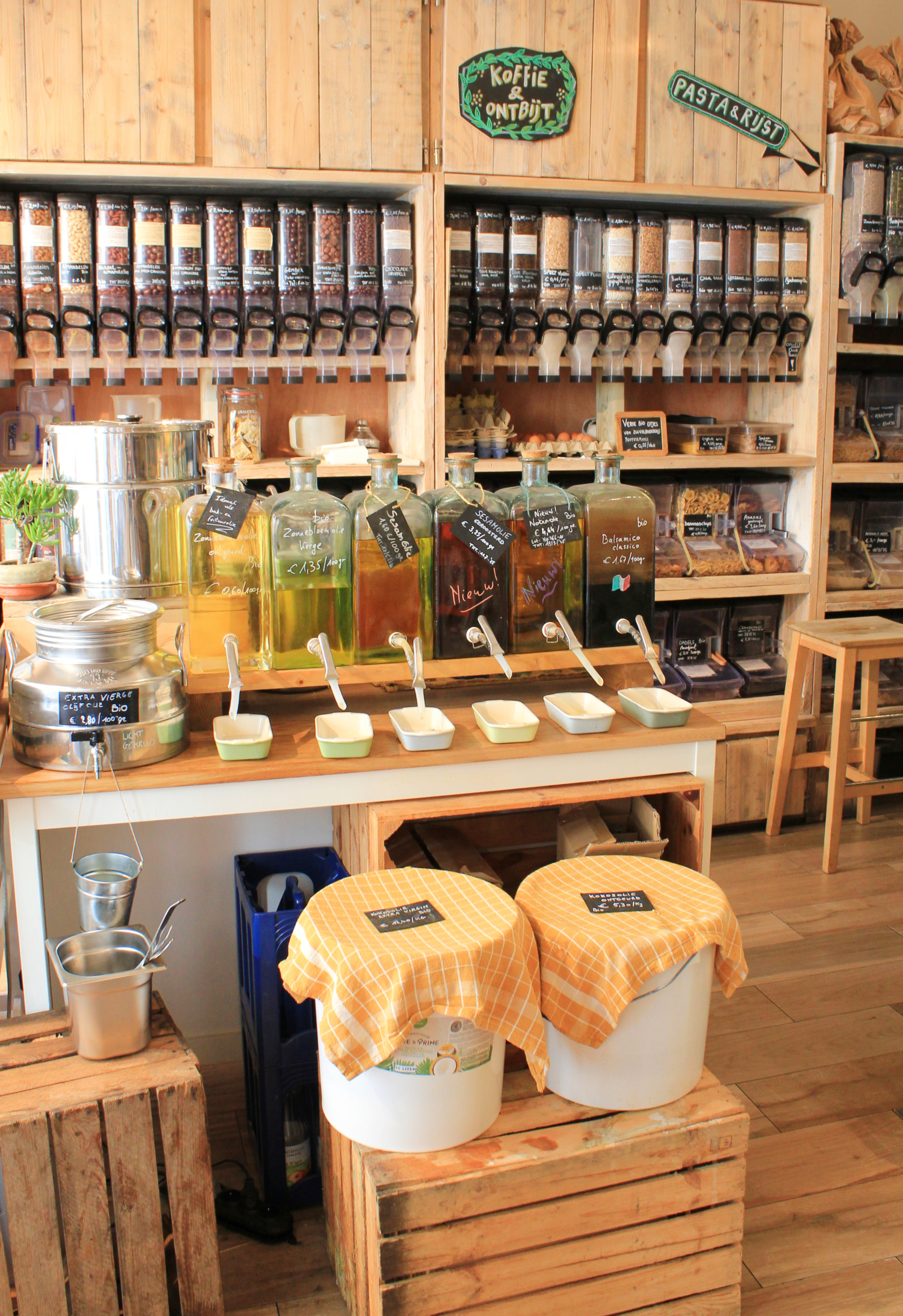
Interieur van een verpakkingsvrije winkel in Antwerpen.

Zero waste is een filosofie en levensstijl die gericht is op het minimaliseren van afval en het herwinnen van hulpbronnen.

## Achtergrond
Om afval zo veel mogelijk te minimaliseren wordt hergebruiken, recyclen en composteren van materialen aangemoedigd. Het doel is om afval en verspilling zo veel mogelijk te voorkomen en een circulaire economie te bevorderen. Zero Waste Canada omschrijft het als "het behoud van alle hulpbronnen door middel van verantwoorde productie, consumptie, hergebruik en terugwinning van alle producten, verpakkingen en materialen zonder ze te verbranden en zonder lozingen op land, water of in de lucht die het milieu of de menselijke gezondheid bedreigen."
Zero waste wordt vaak in verband gebracht met het vermijden van plastic en is een reactie op de wegwerpmaatschappij.

## Vijf R'en
In 2013 bedacht auteur Béa Johnson het principe van de 5 R'en: Refuse, Reduce, Reuse, Recycle en Rot.
Volgens Johnson is de eerste stap tot het minimaliseren van afval het weigeren ('refuse') van spullen en producten die je niet nodig hebt. Daarna noemt Johnson het minimaliseren ('reduce') van het aantal spullen of producten dan iemand koopt belangrijk. De derde stap om afval te minimaliseren is door spullen te hergebruiken ('reuse'). Spullen die niet meer herbruikbaar zijn kunnen gerecycled worden. De laatste stap is composteren ('rot') waarbij voedselresten worden verwerkt tot compost.

## In de praktijk

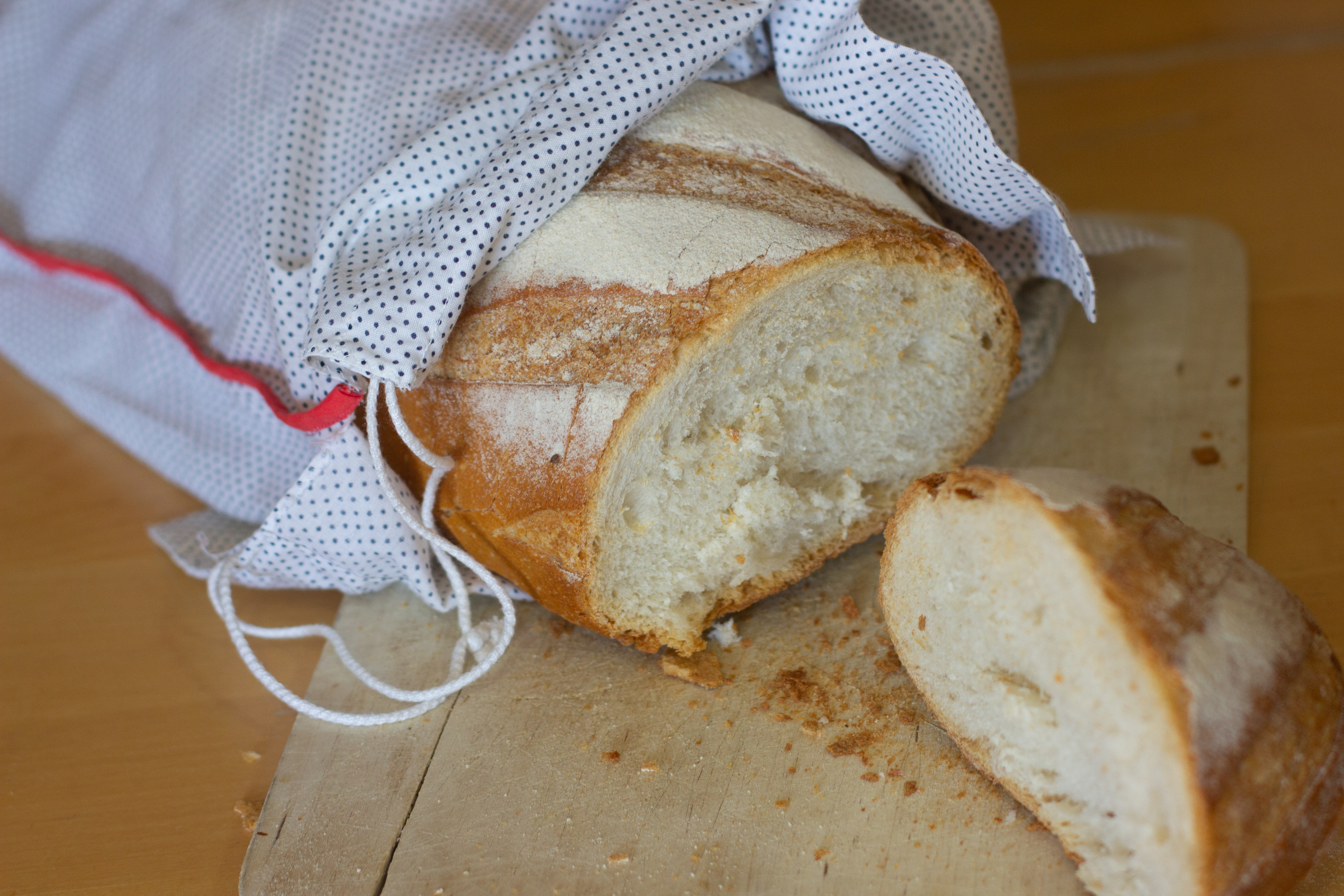
In plaats van het brood te bewaren in een plastic zak, is een katoenen versie een zero waste alternatief.

Om afval van productverpakkingen te vermijden, wordt er door sommige mensen gekozen voor het zelf meebrengen van verpakkingen naar de winkel en/of het doen van aankopen in een verpakkingsvrije winkel of bulkwinkel. Enkele grote supermarktketens, zoals Albert Heijn en Jumbo, bieden een verpakkingsvrij assortiment.
Door enkel te kopen wat noodzakelijk is, wordt vermeden dat bederfelijke producten over de datum gaan en deze weggegooid moeten worden. Voor producten die normaliter wegwerpproducten zijn, kunnen alternatieven worden gekozen. Zo kunnen bijvoorbeeld luiers en maandverband vervangen worden door versies die wasbaar zijn. Petflessen en plastic zakken worden vervangen door herbruikbare flessen en tassen.
Door middel van het kopen van tweedehands goederen, upcycling of door kapotte goederen te repareren of onderdelen daarvan te recupereren, kan de afvalberg tevens verkleind worden.

## Promotie
Om zero waste meer bekendheid te geven, is er jaarlijks de Zero Waste Week.